# Верхневилюйский наслег
Верхневилюйский наслег — сельское поселение в Верхневилюйском улусе Якутии Российской Федерации.
Административный центр — село Верхневилюйск.

## История
Статус и границы сельского поселения установлены Законом Республики Саха (Якутия) от 30 ноября 2004 года N 173-З N 353-III «Об установлении границ и о наделении статусом городского и сельского поселений муниципальных образований Республики Саха (Якутия)».

## Население
| 2002  | 2010  | 2011  | 2012  | 2013  | 2014  | 2015  |
| ----- | ----- | ----- | ----- | ----- | ----- | ----- |
| 6555  | ↘6457 | ↘6453 | ↘6340 | ↘6308 | ↘6214 | ↗6237 |
| 2016  | 2017  | 2018  | 2019  | 2020  | 2021  |       |
| ↗6283 | ↘6282 | ↗6329 | ↗6340 | ↗6410 | ↗6436 |       |

## Состав сельского поселения
| № | Населённый пункт | Тип населённого пункта       | Население |
| - | ---------------- | ---------------------------- | --------- |
| 1 | Верхневилюйск    | село, административный центр | ↗6436     |